# Pão de Açúcar (ort)
Pão de Açúcar är en ort i Brasilien.   Den ligger i kommunen Pão de Açúcar och delstaten Alagoas, i den östra delen av landet, 1 300 km nordost om huvudstaden Brasília. Pão de Açúcar ligger 23 meter över havet och antalet invånare är 11 497.
Terrängen runt Pão de Açúcar är platt åt sydost, men åt nordväst är den kuperad. Pão de Açúcar ligger nere i en dal. Runt Pão de Açúcar är det ganska glesbefolkat, med 38 invånare per kvadratkilometer.. Det finns inga andra samhällen i närheten.
Omgivningarna runt Pão de Açúcar är huvudsakligen savann.